# وو، ساحل عاج
وو، ساحل عاج (به لاتین: Vao, Ivory Coast) یک منطقهٔ مسکونی در ساحل عاج است.